# Divje jezero
Divje jezero – niewielkie jezioro, położone w gminie Idrija w masywie Trnovskiego Gozdu (Góry Dynarskie) w Słowenii, zasilane przez podziemne krasowe źródło. Wypływa z niego najkrótsza rzeka Słowenii – Jezernica. 
Jezioro leży ok. 2 km na południe od miasta Idrija, na wysokości 340 m n.p.m. W 1967 roku zostało objęte ochroną jako pomnik przyrody (słoweń.: narodny spomenik); powierzchnia obszaru chronionego wynosi 4,44 ha. 
Jezioro jest ogromnym wywierzyskiem, źródłem typu wokluzyjskiego, zasilanym z podziemnego syfonu (jaskini). Wydajność źródła waha się w zależności od ilości opadów – w najsuchszych porach roku może „zamrzeć” i jezioro nie oddaje wody. W czasie intensywnych opadów, wydajność może sięgnąć kilkadziesiąt m³/s. Strumień wypływający z jaskini jest wówczas na tyle silny, by powodować gwałtowne burzenie się wody – stąd nazwa: „dzikie jezioro”. Wody zasilające wywierzysko pochodzą z mającej ok. 125 km² zlewni, obejmującej m.in. obszar krasowego Płaskowyżu Črnovrškiego (słoweń.: Črnovrška planota), na skraju którego jezioro się znajduje. Temperatura wody waha się od 7° do 10°, jedynie w okresach nieaktywności źródła warstwa powierzchniowa może nagrzać się do 20°.
Jaskinia była badana przez nurków-speleologów (pierwsze nurkowania w 1957), którzy od tego czasu zbadali 426 m korytarzy, osiągając maksymalną głębokość 160 m w lecie 2001 roku.
W jaskini występują liczne gatunki zwierząt jaskiniowych, wśród nich odmieniec jaskiniowy (Proteus anguinus). Okolice jeziora charakteryzują się bardzo bogatą florą (ponad 150 gatunków roślin nasiennych i paprotników). Jednym z nich jest słoweński endemit, pierwiosnka Primula carniolica, opisana przez pracującego w Idriji Giovanniego Antonia Scopoliego w jego dziele Flora Carniolica. Innymi interesującymi roślinami, w których nazwach uwiecznione są nazwiska badaczy lokalnej flory, Scopoliego i Baltazara Hacqueta, są lulecznica kraińska (Scopolia carniolica) i cieszynianka wiosenna (Hacquetia epipactis).
Z jeziora wypływa najkrótsza rzeka Słowenii – Jezernica, kończąca swój bieg w potoku Idrijca, 55 m od źródła.